# Placas de identificação de veículos na Hungria

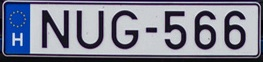
Placa húngara padrão (de 2004 em diante)

As placas de identificação de veículos na Hungria geralmente consistem em seis caracteres alfanuméricos em fundo branco com letras pretas. O sistema atual foi introduzido em 1990. O padrão para veículos particulares possui três letras e três números, separados por um hífen. A combinação não possui conexão com a localização geográfica. 

## História

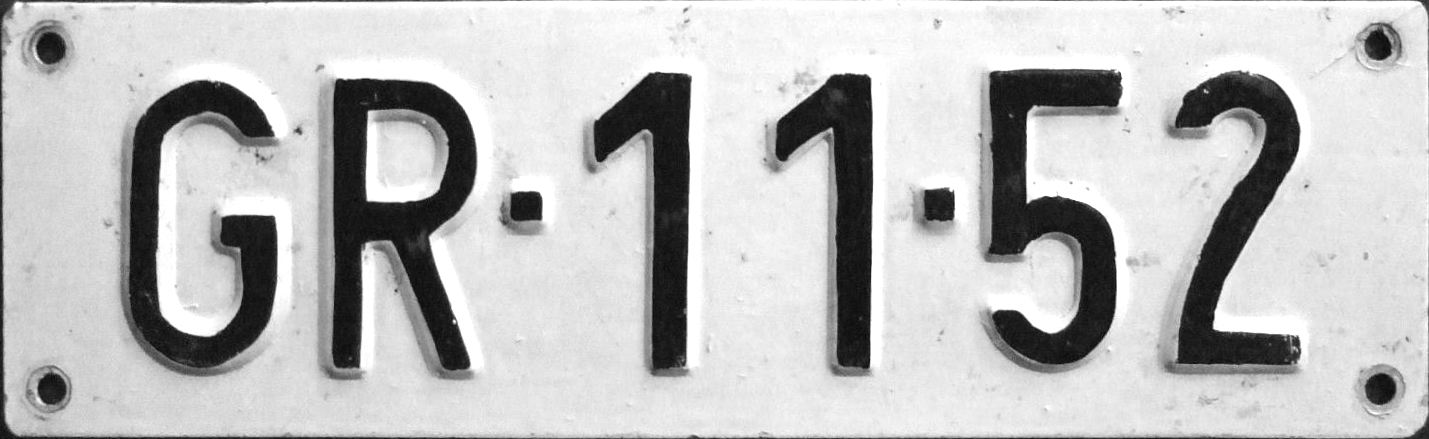
Placa húngara anterior a 1990

As placas emitidas entre 1958 a 1990 possuíam formato alfanumérico de duas letras e quatro dígitos, com pequenos traços entre elas (por exemplo: GA▪51▪34). As letras estavam relacionadas com o tipo, as características e o proprietário do veículo. O sistema corrente foi introduzido em 1990 com a bandeira húngara acima de H, código indicativo do país, no lado esquerdo da placa, separada por uma linha vertical preta. A partir de 1.º de maio de 2004, data na qual a Hungria ingressou na União Europeia, as estrelas da UE passaram a figurar em cima do H em meio uma faixa azul, representando a bandeira do bloco. No entanto, algumas categorias de placas ainda são emitidas no formato anterior a 2004. 

### Futuro
Em 2012, o governo húngaro quis substituir as placas atuais por um novo sistema, que indicaria a área geográfica onde o carro estava registrado. A data de introdução para este novo sistema ainda não foi anunciada. Com base no número de placas emitidas em um ano, o sistema atual possui combinações suficientes aproximadamente até 2025.

## Placas comuns

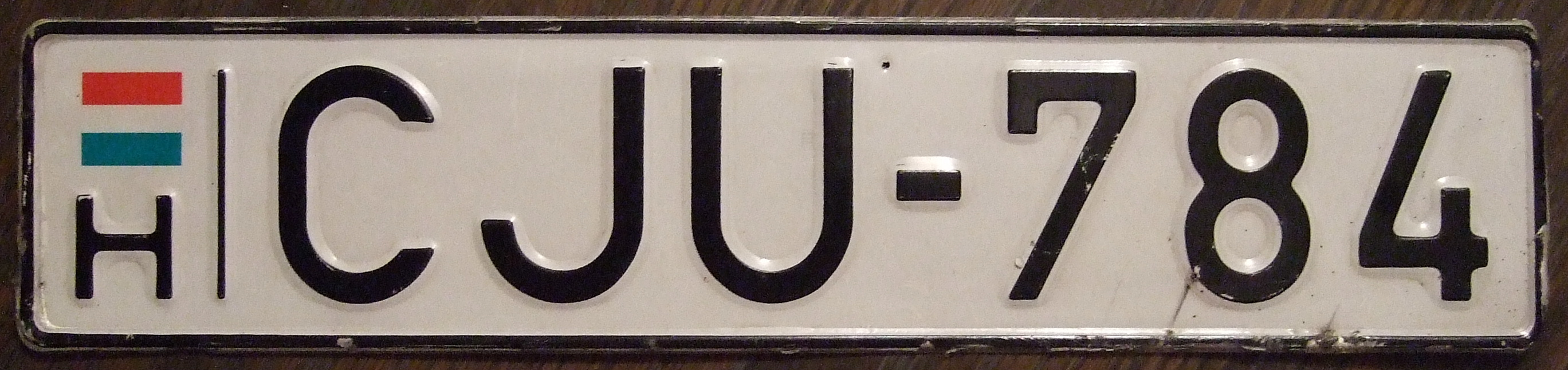
Série normal (de 1990 a 2004)

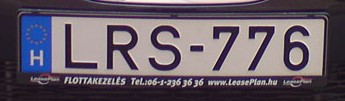
Série normal (de 2004 em diante)

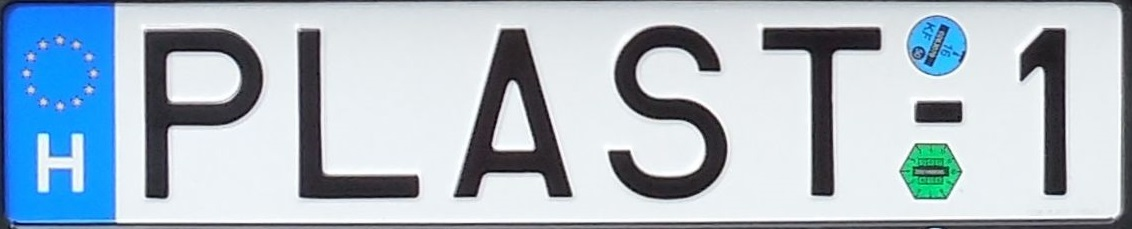
Placa personalizada

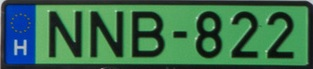
Placa verde

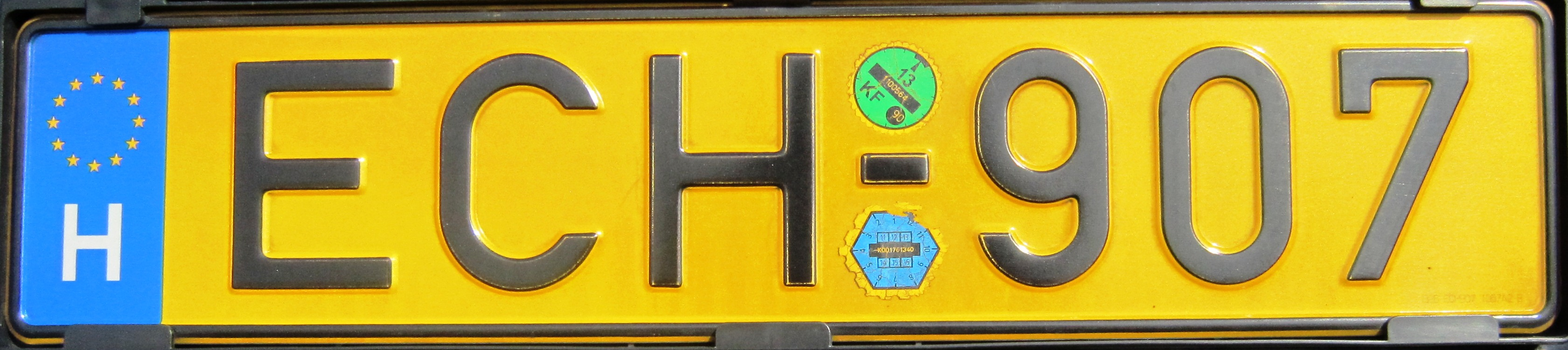
Placa de táxi

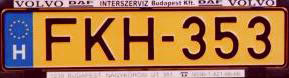
Placa de caminhão comercial

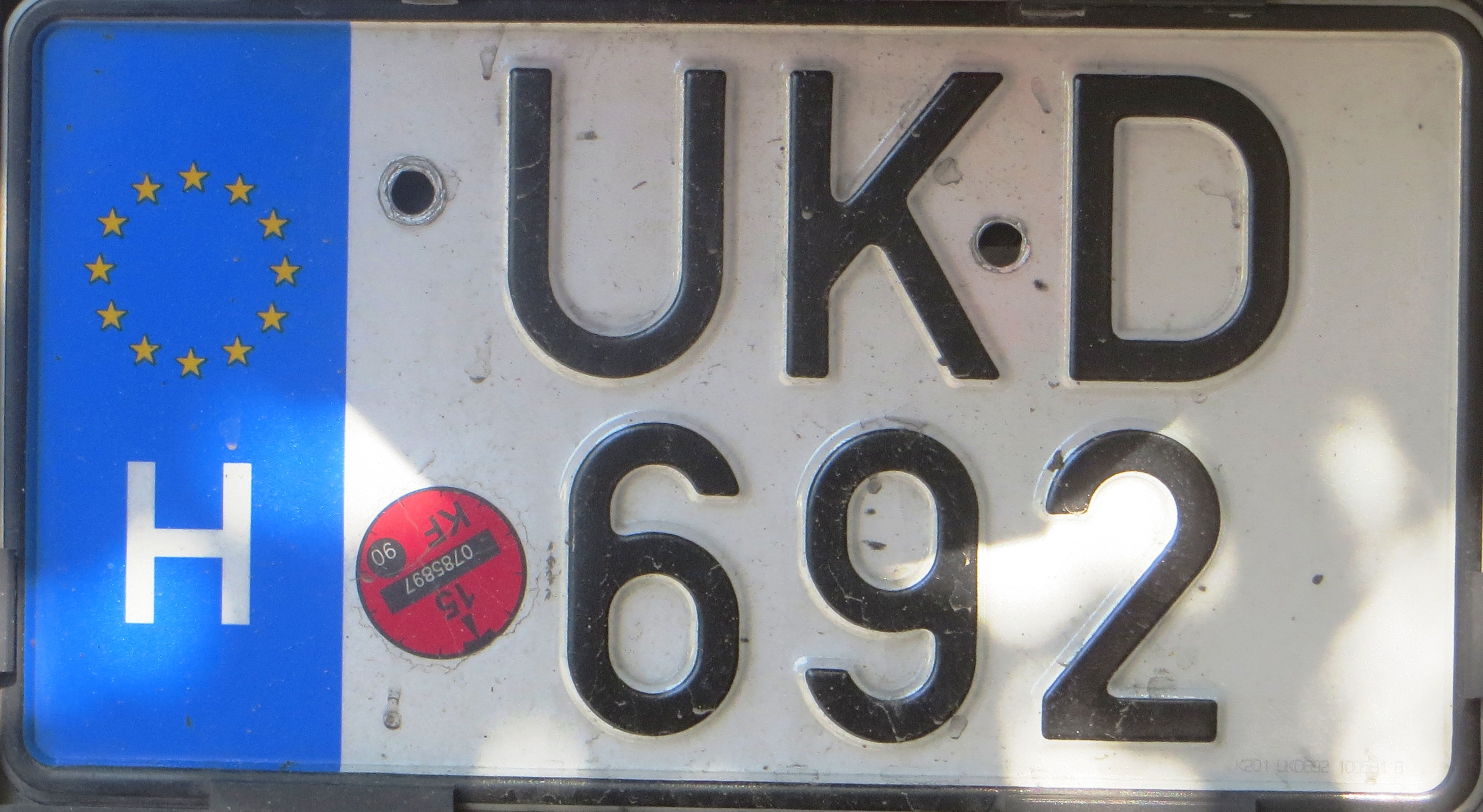
Placa de motocicleta

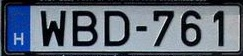
Placa de reboque)

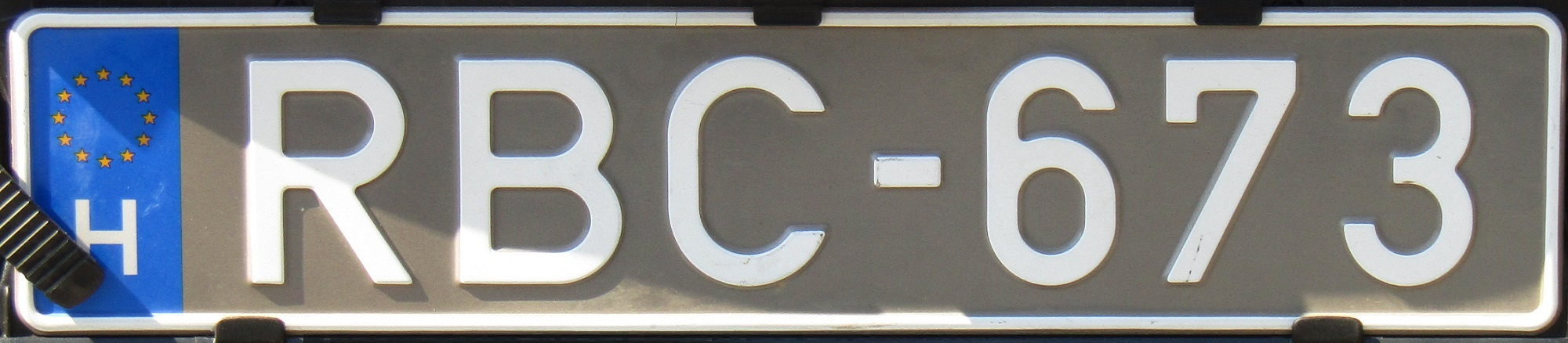
Placa repetidora de suporte de bicicleta

As placas comuns possuem seis caracteres, três dígitos e três números (exceto placas personalizadas). 
- Desde maio de 2004, todos os pratos têm a eurobanda no lado esquerdo, em vez da bandeira tricolor húngara. [3]
- Adesivos de validação foram usados na placa traseira, abaixo e acima do hífen a partir de 1999, mas não estão mais em uso desde janeiro de 2016.[4]
- No caso das placas conforme o padrão europeu, todos os veículos devem ter um adesivo de validação no canto inferior direito do pára-brisas. Ele contém o número da placa do veículo e um código de barras. Sua utilidade é altamente questionável.[5]

### Série normal
A placa consiste em três letras e três dígitos, separados por um hífen. Tem um fundo branco refletivo, moldura preta e caracteres pretos. As séries são apresentadas em ordem alfabética, para que possa ser determinada a idade aproximada da placa, e em parte das vezes do veículo, se se trata do primeiro registro. 
| Primeira letra | Início da emissão | Observações                                |
| -------------- | ----------------- | ------------------------------------------ |
| A              | 1990              | —                                          |
| B              | 1991              | —                                          |
| C              | 1991              | —                                          |
| D              | 1992              | —                                          |
| E              | 1993              | De EEE a EZZ.                              |
| F              | 1994              | De FAA a FHZ                               |
| G              | 1996              | —                                          |
| H              | 1999              | —                                          |
| I              | 2001              | —                                          |
| J              | Dezembro de 2003  | JDA-001 indicou o início do padrão europeu |
| K              | Dezembro de 2005  | —                                          |
| L              | Novembro de 2007  | —                                          |
| M              | Dezembro de 2011  | —                                          |
| N              | Dezembro de 2014  | —                                          |
| P              | Dezembro de 2016  | —                                          |
| R              | Julho de 2018     | —                                          |
| S              | Janeiro de 2020   | —                                          |

- Observe-se que a série que começa com O não foi apresentada, pois poderia ser confundida com o numeral 0. [7] Por razões semelhantes, I e O não podem ser a última letra (as últimas combinações utilizadas nas séries regulares foram ACI e ACO).Q  também não pode ser usada em absoluto (a última combinação usada foi AWQ). Esta regra também é válida para placas comerciais, de táxi, reboque e motocicleta. No entanto, 'I', 'O' e 'Q' podem estar em qualquer posição no caso de placas personalizadas.
- Placas personalizadas podem ser compradas no formato de três letras e três números (aproximadamente 350 €) e quatro letras e dois números ou cinco letras e um número (aproximadamente 1.300 €). [8] As placas estão vinculadas ao comprador e podem ser transferidas para um veículo novo. Textos ofensivos ou que induzam a engano não são permitidos.
- Desde outubro de 2015, é possível solicitar placas de fundo verde para híbridos plug-in e carros elétricos que atendam a determinados critérios.[9] Os proprietários desses carros desfrutam de alguns benefícios (por exemplo: estacionamento gratuito em Budapeste e em outras cidades). [10] Normalmente, certas combinações de letras são dedicadas da série normal, que são todas placas verdes de 001 a 999. Essas combinações de letras são: NLE, NNB, PAV, PDA, PMY, PPZ, PUL, PXA, PYA, REW, RIA, RKZ, RMY, RMZ, RNY, RPZ, RVZ, RZZ e SAB a partir de 2020. Pode-se solicitar que as placas brancas da série regular sejam refeitas como placas verdes, se o carro atender aos requisitos.
- Em abril de 2017 foram introduzidas placas cinza. [11] A placa é idêntica às placas originais do carro, mas a cor de fundo é cinza e com listras da UE em todos os casos. O objetivo era criar uma terceira placa para usuários de suportes para bicicletas, pois a lei não permitia que a placa traseira fosse movida para o suporte. O processo de obtenção de uma placa cinza foi bastante complicado e caro, portanto, o sistema foi simplificado logo após 2 meses de sua introdução. Desde junho de 2017, a placa traseira pode ser transferida para o suporte de bicicleta, o que torna as placas cinza praticamente desnecessárias, ainda pode ser solicitado. [12]

### Táxi e comercial
O sistema é semelhante à série normal, mas a cor de fundo é amarela. As placas de táxi variam de EAA a EDZ. Raramente as placas da série normal são refeitas como uma placa amarela de táxi. Placas comerciais estão variando de FIA a FZZ. A mudança da chapa branca normal para comercial amarelo pode ser solicitada antes de 2004 (geralmente são exibidas placas amarelas com, por exemplo, G, H ou I, as primeiras letras). Desde 2008 placas amarelas não são um requisito para caminhões e ônibus, novas placas amarelas começando com 'F' são raras hoje em dia. 

### Motocicleta
Semelhante às placas normais, mas com dimensões menores. Também consiste em três letras e três números, mas sem um hífen e a primeira letra é 'U'. Alguns carros podem ter placas da série 'U', onde há apenas espaço para placas do tamanho de motocicletas na frente e na traseira (geralmente carros americanos). 

### Reboque
Mesmo formato que a série normal, mas a primeira letra é X (todas as combinações foram usadas em 2014) ou W (atualmente emitidas). 

## Placas especiais

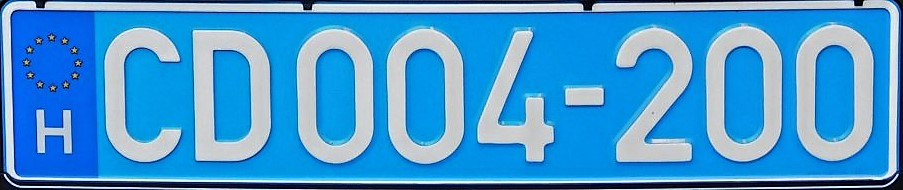
Placa diplomática, 004 = Alemanha

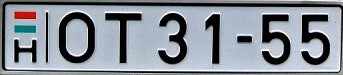
Placa de veículo antigo

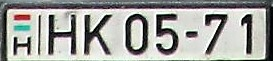
Placa militar

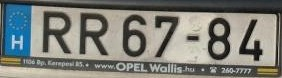
Placa aduaneira

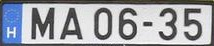
Placa de ambulância

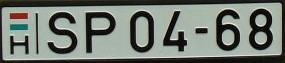
Placa para veículos de esportes a motor

O formato comum para placas especiais é basicamente duas letras seguidas por dois números e dois números, separados por um hífen. 

### Diplomático
Desde maio de 2017, as placas do corpo diplomático exibem as letras CD e seis dígitos, separados por um hífen. A placa possui caracteres brancos sobre fundo azul-claro. Os três primeiros dígitos correspondem aos países: os números são organizados em ordem cronológica do primeiro contato diplomático com cada país. 001 pertence à Cidade do Vaticano, 020 pertence aos Estados Unidos.  Os últimos três dígitos estão relacionados à posição de trabalho da pessoa diplomática (embaixador, cônsul, funcionários da embaixada etc.).  

### Veículos antigos
As placas de veículos começam com OT, seguido por quatro numerais. Não existe versão da UE para essa categoria. O veículo deve ter pelo menos 30 anos de idade e ainda ter suas especificações técnicas originais.

### Militares
Placas militares começam com H, seguido por uma letra e quatro dígitos. Em geral são do modelo antigo, ainda com a bandeira tricolor, com algumas exceções que possuem a eurobanda. Letras indicativas: A (carros), B (ônibus, micro-ônibus), E, F (micro-ônibus), I, K (micro-ônibus, jipes), M, N (motocicletas), P, R, S (ambulância militar), T (caminhões), V, X (reboques). 

### Polícia e alfândega
Esse tipo de placa com R, ao lado de uma letra e quatro dígitos numerais. O mais comum para a polícia é a RB, mas hoje em dia são geralmente utilizadas placas da série normal. Letras vistas em uso: A (carros), B (carros), F (caminhões), K (motocicletas). As combinações RR 00-01 a 49-99 são usadas pela polícia e as combinações RR 50-00 a 99-99 são usadas pela Agência Nacional de Impostos e Alfândegas . 

### Ambulância
As placas dos veículos de ambulância começam com MA, depois quatro números. Esse tipo foi introduzido em 2006, antes do uso de chapas normais. 

### Esportes a motor
Os veículos usados para fins de automobilismo podem solicitar placas com as letras SP desde outubro de 2012. O formato é o mesmo que os outros acima. Esta placa não pode ser usada para conduzir tráfego regular diariamente. A partir de 2021, as placas SP serão substituídas por placas I temporárias gerais, de acordo com uma nova portaria, que entrou em vigor em 2019.

### Outros tipos
- Os ciclomotores possuem placas desde 2014, começando com S, seguidos por três letras e dois dígitos.
- As placas dos veículos agrícolas começam com M e depois seis dígitos. Os caracteres são verdes sobre fundo branco, sem versão europeia. Expiram após três anos e não podem ser renovadas. Só pode ser usados na Hungria.
- As placas de veículos lentos têm o mesmo estilo da série regular, mas começam com Y e os caracteres são vermelhos em fundo branco.

A partir de 2021, serão emitidas placas da série normal em vez das placas Y. As placas M serão substituídas por I, placas temporárias gerais. 

## Placas temporárias

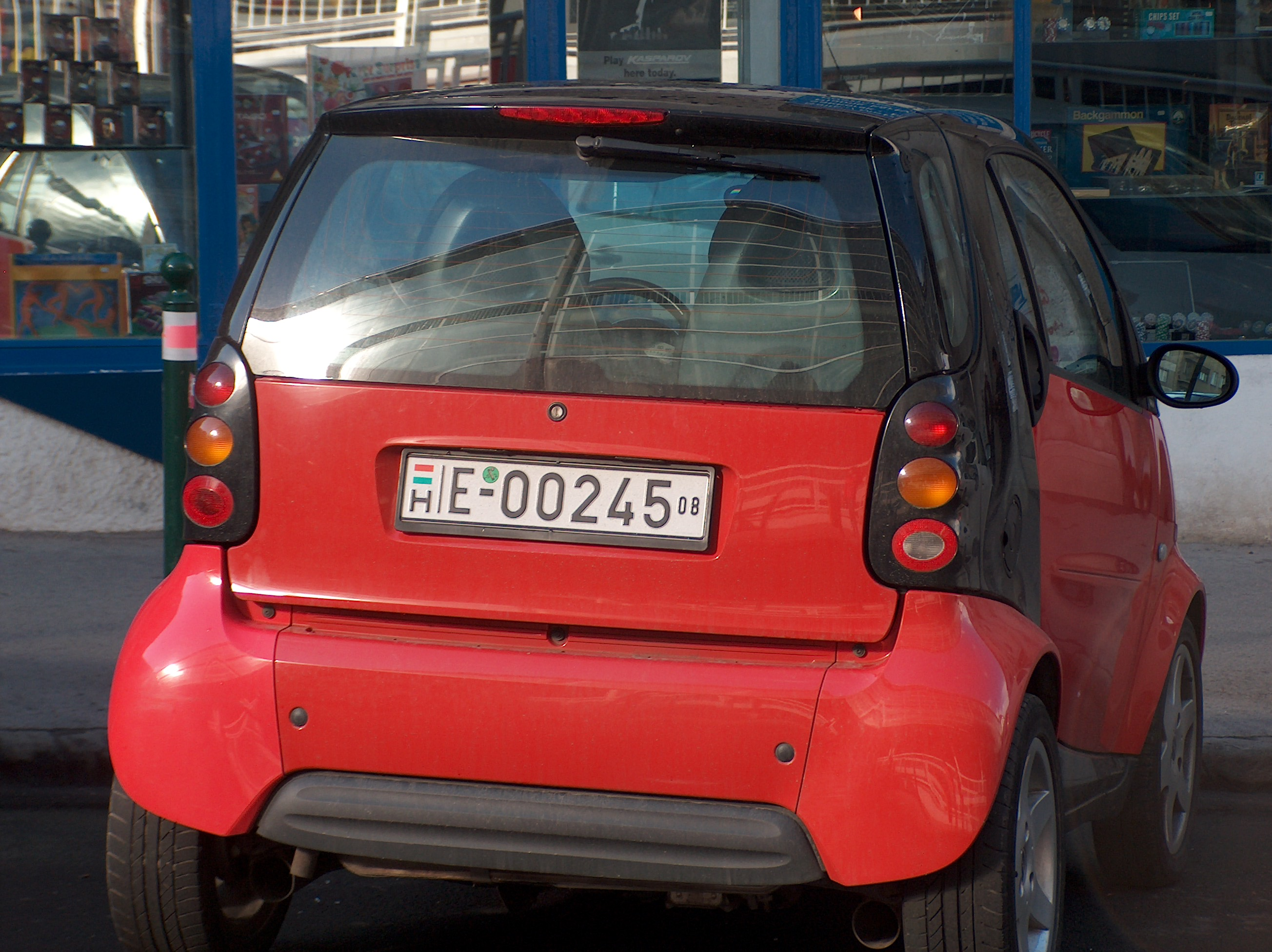
Placa E em um Smart Fortwo (lançado em 2008)

O formato é uma letra e cinco números, separados por um hífen. No lado direito, dois números pequenos indicam o ano de emissão (placas E, P, Z) ou o ano em que é válido (placas V). Por exemplo, 16 significa 2016. Nenhuma versão da UE dessas placas. A partir de 2021, as placas E, P e Z serão substituídas pela placa geral I, de acordo com uma nova Portaria, aceita em 2019. As placas V deixarão de ser emitidas.

## Categorias obsoletas

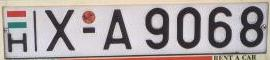
Placas de veículos para aluguel não estão mais em uso

- Os carros de aluguel costumavam ter o formato X seguido de uma letra e quatro numerais: deixaram de ser usadas em 2004;
- Os residentes estrangeiros usavam placa iniciadas por C, seguida por uma letra e quatro números. Não são mais emitidas desde abril de 2009, porém as placas emitidas continuam válidas.
- Os cônsules honorários costumavam ter placas HC, mas estas foram retiradas em 2003.[18]
- Diplomatas, cônsules e suas famílias que gozam de imunidade de acordo com tratados internacionais tinham placas começando com TD, seguidas de quatro dígitos. Esta placa tinha caracteres brancos sobre fundo azul-escuro (azul-claro no modelo emitido de 1990 a 2004).